# Альфаро, Рози
Мария дель Росио «Рози» Альфаро (род. 12 октября 1971) — американка, осуждённая за убийство 9-летней Отем Уоллес в 1990 году в Анахайме, Калифорния (США). В настоящее время[когда?] Рози ожидает смертной казни в Калифорнии.

## Биография
Альфаро выросла в Анахайме, штат Калифорния, США. В 13 лет она пристрастилась к наркотикам, в 14 стала проституткой, в 15 — матерью-одиночкой, к 18 годам родила четырёх детей и совершила убийство. Она известна как первая женщина в округе Орандж, штат Калифорния, приговорённая к смертной казни в 20-летнем возрасте.

## Убийство Отем Уоллес
15 июня 1990 года 9-летняя Отем Уоллес была одна дома в Анахайме, штат Калифорния и ждала возвращения с работы старшей сестры или матери. Альфаро хорошо знала семью Уоллес и дружила с одной из старших дочерей. Она рассчитывала обокрасть их, пока никого нет.
Отем открыла дверь подруге её сестры, и та попросила воспользоваться ванной. По пути в ванную в задней части дома Рози взяла нож на кухне. Обманом она заманила девочку в ванную и нанесла 57 ножевых ранений. Затем Альфаро обыскала дом в поисках ценностей, чтобы купить наркотики. За награбленное она позже выручила всего 300 долларов.
Альфаро призналась в совершённом преступлении при допросе полицией и заявила, что остро нуждалась в героине и кокаине (не доказано, поскольку её арестовали позже и не делали тест на наркотики спустя 36 — 48 часов после убийства) и потому пошла на убийство. Позже она изменила свои показания, сказав, что некий мужчина «заставил» её заколоть девочку. После, Альфаро рассказала полиции, что двое мужчин привезли её к дому Уоллесов, один из мужчин вошёл в дом и заставил её убить Отем. Альфаро не назвала его. Улики с места преступления указывали на присутствие в доме только членов семьи Уоллес и Альфаро (согласно отпечаткам её пальцев и окровавленного следа от ботинка).

## Приговор
Альфаро судили и приговорили к высшей мере наказания за убийство с отягчающими обстоятельствами. В конце пленарного заседания присяжные в пропорции 10 к 2 вынесли смертный приговор. Это решение было объявлено несостоятельным. Другие присяжные также вынесли смертный приговор. Судья оставил в силе вердикт присяжных и приговорил Альфаро к смертной казни.
Альфаро стала первой женщиной, приговорённой к смертной казни в газовой камере, и на момент вынесения приговора была третьей женщиной в камере смертников в Калифорнии.
В августе 2007 года Верховный суд Калифорнии единодушно проголосовал за сохранение смертной казни для Альваро.